# Manuel Díaz
Manuel Dionisio Díaz Martínez (Havanna, 1874. április 8. – Rochester, 1929. február 20.) olimpiai bajnok kubai tőr- és kardvívó.